# Lex Iulia

Імператор Октавіан Август

Шлюбні закони — законодавство Октавіана Августа, яке найінтенсивніше розвивалося в проміжок між 18 р. до н. е. та 9 р. н. е. в Римській Імперії. У 18 р. до н. е. з метою обмеження безшлюбності, яка дедалі більше починала переважати серед знаті, та впорядкування сімейного життя було видано серію законів, які прийнято об'єднувати у дві групи або навіть два закони: закон, що обмежує шлюби між різними станами (лат. Lex Iulia de maritandis ordinibus) та «Юліїв закон про перелюб» (лат. Lex Iulia de adulteriis coercendis).

## Причини та передумови
Нестабільність економічного і політичного життя, коли в умовах громадянських воєн, що супроводжувалися масовими стратами римських громадян і переслідуваннями, людина не знала, що на неї може очікувати завтра і жила тільки сьогоденням, приводила до розриву всіх колишніх зв'язків та моральних цінностей, що руйнувала певну структуру порядку в римському суспільстві. У цих умовах такі поняття як шлюб і сім'я перестали розглядатися як основні поняття моральної римської свідомості. Наслідком цього був крах усієї системи моральних цінностей римського суспільства. Заможні римляни дедалі менше хотіли пов'язувати себе сім'єю, адже вважали її обтяжливим і небезпечним тягарем і прагнули або зовсім не одружуватися, або розглядали останній як короткочасний і нічого не значущий акт, що його в будь-який момент може бути розірвано. У I ст. до РХ безшлюбність, бездітні шлюби і велике число розлучень стають у середовищі римської правлячої верстви масовим явищем. Не можна сказати, що моральний вакуум вищих станів нічим не був заповнений. Протестуючи проти похмурої дійсності, римляни шукали заспокоєння у сферах, які традиційно викликали осуд у суспільстві. До початку правління Августа (27 р. до РХ) проституція і жахлива розбещеність звичаїв досягають у Римі величезних масштабів. Характерно, що носієм усіх цих вад була багато в чому саме столична знать, яка, опинившись відчуженою від державних справ і звикнувши до цього, дедалі частіше нехтувала виконанням свого державного, релігійного і сімейного обов'язку. Головний напрямок так би мовити моральної політки Августа займала боротьба з жахливою розбещеністю звичаїв і зміцнення давньоримської сім'ї. Подолати негативні процеси суспільного розвитку було покликане шлюбне законодавство Августа, яке найінтенсивніше розвивалося в проміжок між 18 р. до РХ. і 9 р. РХ. 
«Переглянув закони та встановив деякі нові, як-от про марнотратство, перелюб та розпусту, хабарництво, а також про шлюби між різними верствами населення. В останньому законі намірився встановити жорсткіші умови, аніж в інших, але через протести, що виникли, не зміг цього здійснити, і був змушений усунути чи полегшити деякі покарання, побільшивши винагороди та дозволивши трирічне вдівство…»

## Шлюбні закони
У 18 р. до н. е. з метою обмеження безшлюбності, що дедалі більше починала переважати серед знаті, та впорядкування сімейного життя видали серію законів, які заведено об'єднувати у дві групи або навіть два закони. Обидва ці закони отримали в історичній науці назву Юлієвих. Перший із них лат. Lex Iulia de maritandis ordinibus (закон, що обмежує шлюби між різними станами), був спрямований на зміцнення традиційної римської сім'ї та збільшення відтворення населення. Другий закон (серія законів) — «Юліїв закон про перелюб» (лат. Lex Iulia de adulteriis coercendis) стосувався боротьби з жахливою розбещеністю звичаїв і зростаючою аморальністю взаємин між статями. Перші спроби регулювання сімейних відносин були зроблені ще в період громадянських воєн.

### Lex Iulia de maritandis ordinibus
У 18 р. до РХ. з початком широкого втручання держави у сферу шлюбних відносин закон про шлюби було відновлено. Щоб покласти край безшлюбності вищих станів, закон зобов'язав усіх чоловіків віком від 25 до 60 років і жінок від 20 до 50 років одружитися. У разі припинення шлюбу зі смертю одного з подружжя або після розлучення громадяни повинні були укласти повторний шлюб. Одночасно, щоб зберегти «чистоту» римської крові, сенаторам було заборонено одружуватися з тими, хто стояв в римському суспільстві на найнижчих щаблях соціальних сходів, а римським громадянам — із повіями і порушницями подружньої вірності та іншими жінками, які дискредитували себе. За порушення закону покладалися суворі покарання. Так, громадяни, які не одружилися, були позбавлені права бути присутніми на видовищах. Із послабленням ролі народних зборів за часів імператорів цирк слугував не тільки розвагою народу, а й був місцем обговорення римлянами найважливіших питань внутрішньої і зовнішньої політики Римської держави, а також зустрічей народу з імператором. Заборона громадянам, які не одружилися, бути присутніми на видовищах усувала римлян від участі у найважливішій сфері життєдіяльності громади, пов'язаної з вирішенням її найважливіших проблем, і тим самим фактично позбавляла їх частини громадянських прав.
Разом з тим, закон про шлюби передбачав і суворіші покарання за відмову римлян одружуватися, ніж просто позбавлення права бути присутнім у цирку. Особи, які не одружилися і не мали сім'ї, за законом підлягали обмеженню також у своїх заповідальних правах. Вони були позбавлені права отримувати спадщину за заповітом, яка цілком відходила до державної скарбниці. Це завдавало потужного удару по матеріальному становищу римської знаті, яка зосередила у своїх руках величезні багатства і почувалася економічно незалежною від центральної влади. Обмеження прав сенаторів і вершників не тільки давало в руки уряду потужні важелі економічного впливу на знать, а й, очевидно, було безпосередньо економічно вигідне державі, яка в такий спосіб одержувала важливе джерело поповнення скарбниці. Як і щодо тих, хто відмовлявся одружуватися, цей захід повною мірою поширювався і на сім'ї, які не мали дітей.
Меншою мірою закон про шлюби зачіпав становище римської жінки. Незважаючи на те, що він наказував усім римлянкам у віці від 20 до 50 років одружуватися, покарання до його порушниць було досить м'яким і обмежувалося лише стягненням на користь держави податку в розмірі 1 % з усього їхнього майна. Вочевидь, у даному випадку позначалася традиційна повага в римському суспільстві до жінки, яка до кінця I ст. до н. е. досягла у своєму становищі значної правової та економічної свободи, обмежити яку, незважаючи на нещадну боротьбу з безшлюбністю та розбещеністю моралі, Август не наважився.

### Lex Iulia de adulteriis coercendis
Того ж 18 р. до н. е., Августом було ухвалено закон про заборону перелюбства (Lex Iulia de adulteriis coercendis). Як і закон про обмеження шлюбів, він був покликаний врегулювати сімейні відносини всередині римської знаті. Однак, на відміну від першого закону, закон про заборону перелюбу мав більш каральний характер і був покликаний зміцнити сімейні узи насамперед завдяки підвищенню відповідальності батька і чоловіка за поведінку дочки і дружини. За подружню зраду і заняття проституцією вводили суворі покарання. Жінка, викрита в перелюбстві, негайно розлучалася з боку свого чоловіка і віддавалася під суд, причому батько мав право вбити свою доньку та її коханця, а чоловік — убити коханця. Ці покарання також стосувалися і чоловіків, викритих у позашлюбних зв'язках. Особливої жорстокості закону про перелюбства надавало те, що всі справи мали розголошуватися і розглядатися в державних судах поряд з особливо небезпечними злочинами. У зв'язку з цим, закон прямо зобов'язував батька або чоловіка притягувати жінку до суду. У разі, якщо протягом півроку після скоєного злочину батько або чоловік не притягували викриту в злочині жінку до суду, їх могли самі віддати під суд.

## Реакції суспільства та успіхи законів
Таким чином, Юлієві закони були покликані зміцнити римську сім'ю і повернути відносини між її членами до традиційних засад. Законодавство Августа запроваджувало цілий набір каральних заходів до порушників подружньої вірності, зобов'язувало всіх громадян вступати в шлюб і народжувати дітей. Однак як показали подальші події, видання шлюбних законів виявилося не тільки не здатним ефективно протистояти негативним процесам розвитку суспільства, а й значно загострило кризу давньоримської сім'ї. Сім'я здавна була сферою суспільних відносин, у якій влада держави завжди стояла нижче за владу глави сімейства. Останнього розглядали як єдиного пана над своїми домочадцями, у рішення якого (право вбити або помилувати) держава за законами XII таблиць не могла втручатися або могла втручатися лише в обмеженій мірі. З ухваленням Юлієвих законів грубе, безцеремонне втручання влади у сферу сімейних стосунків послаблювало владу батька або чоловіка в сім'ї, підривало його становище і вело до розриву традиційних стосунків між членами сім'ї, які могли тепер безпосередньо звертатися до імператора з проханням розв'язати їхні проблеми. Це не могло не викликати невдоволення й опору римлян, які розцінювали прагнення держави поставити під свій контроль сім'ю як втручання влади в їхнє особисте життя, обмеження їхніх споконвічних прав і свобод.
Одними адміністративними заходами неможливо було розв'язати весь комплекс проблем, що накопичувалися в римському суспільстві десятиліттями. Неможливо було зміцнити сім'ю, вказуючи людині, коли їй одружуватися, скільки народжувати дітей, або за допомогою законів намагатися змінити її спосіб життя. Законодавство Августа не враховувало, що криза сімейних відносин у римському суспільстві була спричинена зовсім не громадянськими війнами, які її тільки загострили, а передусім трансформацією самої моделі римського поліса, що давно перетворився з громади рівноправних громадян, які однаковою мірою брали участь у її управлінні та розділяли відповідальність за її життєдіяльність, у суспільство, в якому верховна влада дедалі більше зосереджувалася в руках відносно вузької групи громадян. Порушення суспільних функцій громадянського колективу вело до поширення в його середовищі абсентеїзму, впоратися з яким навіть найкращі закони були не в змозі. Невідповідність Юлієвих законів об'єктивній реальності засвідчує відомий вірш римського поета Горація: 
«Що нам закони, коли вони не знаходять собі опори в вдачах!» 
Негативні наслідки шлюбних законів Августа підкреслював пізніше й Тацит, який оцінював закони як надмірно ідеологізовані й суворі, а тим самим такі, що суперечили давньому милосердю.

Найцікавішім фактом є те, що закони Августа певно не поширювалися на нього самого, адже він дозволяв собі активні порушення власних ініціатив:
«Що ж до інших пристрастей, то ніколи не втрачав до них запалу, адже подейкують, що і пізніше був падкий на молодих дівчат, яких звідусіль приводила навіть його власна дружина…»